# James Magnussen
James Robert Magnussen (Port Macquarie, 11 de abril de 1991) es un deportista australiano que compitió en natación, especialista en el estilo libre.
Participó en dos Juegos Olímpicos de Verano, obteniendo en total tres medallas, dos en Londres 2012, plata en 100 m libre y bronce en 4 × 100 m estilos, y bronce en Río de Janeiro 2016, en 4 × 100 m libre.
Ganó cinco medallas en el Campeonato Mundial de Natación, en los años 2011 y 2013, y tres medallas en el Campeonato Pan-Pacífico de Natación, en los años 2010 y 2014.
En 2023 participó en la versión australiana del concurso de televisión Bailando con las estrellas, haciendo pareja con la bailarina Natalie Lowe.

## Palmarés internacional
| Juegos Olímpicos        | Juegos Olímpicos        | Juegos Olímpicos  | Juegos Olímpicos  |
| Año                     | Lugar                   | Medalla           | Prueba            |
| ----------------------- | ----------------------- | ----------------- | ----------------- |
| 2012                    | Londres (Reino Unido)   | Medalla de plata  | 100 m libre       |
| 2012                    | Londres (Reino Unido)   | Medalla de bronce | 4 × 100 m estilos |
| 2016                    | Río de Janeiro (Brasil) | Medalla de bronce | 4 × 100 m libre   |
| Campeonato Mundial      |                         |                   |                   |
| Año                     | Lugar                   | Medalla           | Prueba            |
| 2011                    | Shanghái (China)        | Medalla de oro    | 100 m libre       |
| 2011                    | Shanghái (China)        | Medalla de oro    | 4 × 100 m libre   |
| 2011                    | Shanghái (China)        | Medalla de plata  | 4 × 100 m estilos |
| 2013                    | Barcelona (España)      | Medalla de oro    | 100 m libre       |
| 2013                    | Barcelona (España)      | Medalla de plata  | 4 × 100 m estilos |
| Campeonato Pan-Pacífico |                         |                   |                   |
| Año                     | Lugar                   | Medalla           | Prueba            |
| 2010                    | Irvine (Estados Unidos) | Medalla de plata  | 4 × 100 m libre   |
| 2014                    | Gold Coast (Australia)  | Medalla de oro    | 4 × 100 m libre   |
| 2014                    | Gold Coast (Australia)  | Medalla de bronce | 100 m libre       |